# دوروثيا أوريم
دوروثيا إليزابيث أوريم (بالإنجليزية: Dorothea Elizabeth Orem)‏ (ولدت 15 يوليو 1914 - توفيت 22 يونيو 2007)، ولدت في بالتيمور، ماريلاند، وكانت منظرة تمريض ومبتكرة لنظرية التمريض الخاصة بعجز الرعاية الذاتية، والمعروفة أيضاً بنموذج أوريم للتمريض.

## التعليم
حصلت أوريم على دبلوم تمريض من كلية التمريض بمستشفى بروفيدنس في واشنطن العاصمة. كما حضرت الجامعة الكاثوليكية الأمريكية، وحصلت على بكالوريوس العلوم في تعليم التمريض في عام 1939 وماجستير العلوم في تعليم التمريض في عام 1945.
تم منح اوريم درجات الدكتوراه الفخرية من جامعة جورجتاون، وكلية Incarnate Word ، وجامعة إلينوي ويسليان.
[1]نظرية التمريض العجز الرعاية الذاتية
تنص نظرية التمريض في اوريم على الرعاية الذاتية كحاجة بشرية، وتقوم الممرضات بتصميم التدخلات لتوفير أو إدارة إجراءات الرعاية الذاتية للأشخاص لاستعادة الصحة أو الحفاظ عليها.
[2]التشخيص التمريض
كانت أوريم عضوًا في مجموعة من المنظرين الممرضين الذين قدموا أنماط الإنسان الموحد (البشر) ، الإطار الأولي لتشخيص التمريض، إلى جمعية تشخيص التمريض في أمريكا الشمالية عام 1982.
[3]الجوائز
1980: جائزة الإنجاز للخريجين لنظرية التمريض، الجامعة الكاثوليكية الأمريكية.
توفيت أورم في 22 يونيو 2007 في سافانا، جورجيا، حيث أمضت آخر 25 عامًا من حياتها كمستشارة ومؤلفة. كانت تبلغ من العمر 92.